# 等萼小檗
等萼小檗（学名：Berberis parisepala）为小檗科小檗属下的一个种。

## 扩展阅读
- 維基物種上的相關：等萼小檗